# Bengt Trägårdh
Bengt Trägårdh (* 24. September 1958) ist ein ehemaliger schwedischer Automobilrennfahrer.

## Karriere
Bengt Trägårdh startete seine Motorsportlaufbahn im Formelsport. 1978 wurde er in der schwedischen Formel Ford 1600 Vizemeister.
1979 fuhr er für das Team Meltonian Racing mit einem Ralt RT1 in verschiedenen Formel-3-Meisterschaften. In der Schwedischen Formel 3 nahm er an vier Rennen teil und wurde vierter in der Gesamtwertung. In der Britischen Formel-3-Meisterschaft trat er in fünf Rennen an und belegte mit einem Punkt Rang 20. In der Deutschen Formel 3 fuhr er ein und in der Europäische Formel-3-Meisterschaft zwei Rennen.
Ein Jahr später erzielte er in der Schwedischen Formel 3 auf einem March 803 den Vizemeistertitel. In der Britischen Formel-3-Meisterschaft startete er in sechs Rennen und wurde letztlich 14. in der Gesamtwertung. Dieses Saisonergebnis konnte er 1981 mit einem 13. Rang für das Team David Price Racing verbessern. Im Wendy Wools Formel-3-Rennen 1980 fuhr er auf dem dritten Platz.
In der Europäischen Formel-3-Meisterschaft ging er jeweils von 1980 bis 1982 nur noch an einem Rennen pro Saison an den Start. Seine beste Platzierung erreichte er 1982 mit dem 22. Rang.
In Schweden gewann er 1981 mit dem Team Top Print Reklam die Formel-Super-Meisterschaft.
Nach einer längeren Pause startete er 1986, 1987 und 1989 beim Porsche 944 Turbo Cup. Sein bestes Ergebnis erreichte 1987 mit dem dritten Platz.
Bengt Trägårdh trat 1990 auf einem Porsche 962C in der 1. Division der Interserie beim Rennen in Zeltweg an und belegte zum Saisonende den 21. Rang. Danach beendete er seine Motorsportkarriere.